# Grzegorz Schetyna

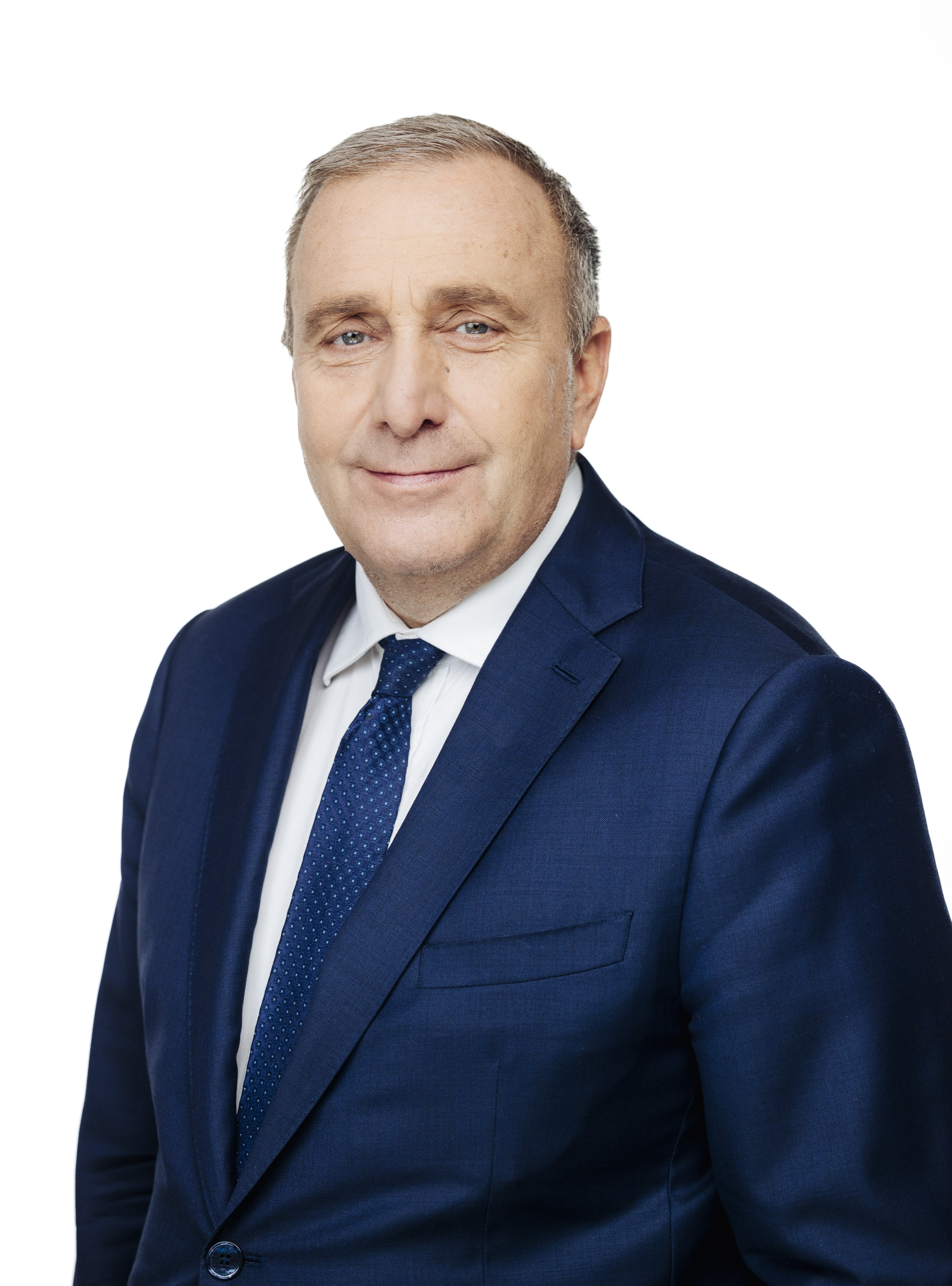
Grzegorz Schetyna (2023)

Grzegorz Juliusz Schetyna (anhörenⓘ) [ˈgʐɛɡɔʂ sxɛˈtɨna] (* 18. Februar 1963 in Opole) ist ein polnischer Politiker und war vom Januar 2016 bis Januar 2020 Parteivorsitzender der Platforma Obywatelska (PO).
Von November 2007 bis Oktober 2009 war er Innenminister, von Juli 2010 bis November 2011 Parlamentspräsident und von September 2014 bis November 2015 Außenminister.

## Politische Karriere
Schetyna studierte in den 1980er Jahren an der philosophisch-historischen Fakultät der Universität Breslau und war über mehrere Jahre Vorsitzender des dortigen unabhängigen Studentenverbandes. Nach Ausrufung des Kriegsrechts 1981 trat er im Jahr darauf der nunmehr im Untergrund wirkenden antikommunistischen Solidarność bei. 1988 wurde er außerdem Vorsitzender des studentischen Streikkomitees der Breslauer Hochschulen und nahm 1989 als Vertreter der oppositionellen Studentenorganisationen am Runden Tisch teil. Nach dem Systemwechsel wurde er 1991 zum stellvertretenden Woiwoden der damaligen Woiwodschaft Breslau ernannt.
Schetyna ist seit 1997 Abgeordneter des Sejm, des polnischen Parlaments. Er war zunächst Mitglied des Liberal-Demokratischen Kongresses, dann der Freiheitsunion und ist seit 2001 Mitglied der Platforma Obywatelska (PO). Innerhalb dieser fungierte er zunächst als Generalsekretär und ist seit 2006 Vorsitzender ihres Regionalverbandes in Niederschlesien.
2007 wurde Schetyna stellvertretender Ministerpräsident der Republik Polen sowie Innenminister im ersten Kabinett von Donald Tusk. Auf Grund der sogenannten „Glücksspielaffäre“, des Verdachts der Unterstützung der Glücksspielbranche zu Ungunsten des polnischen Staates, wurde er 2009 vorzeitig aus dem Amt entlassen und durch Jerzy Miller ersetzt. Anschließend erhielt er jedoch den Posten des Fraktionsvorsitzenden der Bürgerplattform. 2010 wurde Schetyna schließlich zum Parlamentspräsidenten als Nachfolger des zum Staatspräsidenten gewählten Bronisław Komorowski ernannt. Bis zum offiziellen Amtsantritt Komorowskis bekleidete er vom 8. Juli bis zum 6. August 2010 kommissarisch das Amt des Staatspräsidenten.
Im Zuge innerparteilicher Konflikte um die Führung der PO setzte Tusk durch, dass Schetyna sich in die zweite Reihe zurückziehen musste, er musste sich zwischen 2011 und 2014 mit dem Vorsitz des parlamentarischen Ausschusses für Außenpolitik begnügen. Im September 2014 wurde er, nachdem sein Vorsitzender und parteiinterner Rivale Donald Tusk neuer Präsident des Europäischen Rates in Brüssel geworden war, von der neuen Ministerpräsidentin Ewa Kopacz zum Außenminister ernannt.
Nach den Parlamentswahlen im Herbst 2015, bei der die Bürgerplattform (PO) ihre Regierungsmehrheit an die nationalkonservative PiS verlor, wurde Schetyna im Januar 2016 ohne Gegenkandidaten zum neuen Parteichef gewählt. Innerhalb der Partei wurde ihm wiederholt ein autoritärer Führungsstil vorgeworfen. Der frühere Vizebürgermeister von Warschau Jacek Wojciechowicz, eines der Gründungsmitglieder der PO, verließ im Konflikt mit Schetyna die Partei. Er warf ihm vor, im Alleingang über Kandidaturen oder die Teilnahme an Fernsehdebatten zu entscheiden. Nach Wojciechowiczs Worten verhält sich Schetyna wie ein Hütchenspieler und Schwarzhändler aus der Zeit der Volksrepublik Polen, der illegal Devisen tauscht (cinkciarz).
Bei den Parlamentswahlen am 13. Oktober 2019 wurde er in Wrocław mit 66 859 Wählerstimmen zum Sejm-Abgeordneten der 9. Legislaturperiode gewählt. Aufgrund des schlechten Abschneidens der PO bei den Wahlen verzichtete er zugunsten von Borys Budka auf seine Wiederwahl als Parteivorsitzender der PO. Bei der Parlamentswahl in Polen 2023 wurde er für die Koalicja Obywatelska in den Senat gewählt und dort Vorsitzender des Ausschusses für Auswärtige Angelegenheiten.

## Sonstiges
Schetyna ist Mitbegründer des Rundfunksenders Radio Eska mit Sitz in Breslau und war einige Jahre Mäzen der Basketballabteilung des Sportvereins WKS Śląsk Wrocław.